# SS Rochambeau
O SS Rochambeau foi um navio de passageiros francês operado pela Compagnie Générale Transatlantique e construído pela Chantiers de Penhoët em Saint-Nazaire. A embarcação era uma versão ampliada do SS Chicago, lançada três anos antes, e realizou sua viagem inaugural em setembro de 1911 de Le Havre a Nova Iorque. Ele serviu nesta linha até 1915, quando foi transformado em um cruzador auxiliar na Primeira Guerra Mundial e colocado para zarpar de Bordeaux.
O Rochambeau foi alvo de um torpedo alemão em 30 de abril de 1917, quando estava saindo do Estuário da Gironda. O torpedo foi avistado a uma distância de aproximadamente oitocentos metros do navio, com todas as suas armas disparando contra o ponto de origem. A embarcação manteve a velocidade e o capitão Dominique Charles Sous ordenou uma manobra evasiva, com o torpedo passando apenas oito metros de distância na popa.
O navio retornou para o serviço comercial ao final do conflito. Ele passou por uma grande reforma de modernização em 1926 e continuou fazendo travessias entre a Europa e a América do Norte até 1934, quando foi aposentado e enviado para ser desmontado em Dunquerque.